# Pelczné Gáll Ildikó
Pelczné Gáll Ildikó (Szikszó, 1962. május 2. –) magyar mérnök-közgazdász, egyetemi oktató. 2006–2010 között országgyűlési képviselő. 2005-ben a Fidesz – Magyar Polgári Szövetség alelnökévé választották, 2009–2010-ben az Országgyűlés alelnöke. Utóbbi megbízatása az új Országgyűlés megalakulásáig tartott. 2010-ben, a hazatérő Schmitt Pál helyett a Európai Parlament képviselője lett. 2014-ben az EP alelnökévé választották. 2017-től az Európai Számvevőszék magyar tagja lett, egyidejűleg az EP-képviselői és -alelnöki megbízatása 2017. augusztus 31-én megszűnt.

## Tanulmányai
1980 és 1985 között a Nehézipari Műszaki Egyetem Gépészmérnöki Karán tanult folyamattervező szakon. 1989-ben a Miskolci Egyetem Gazdaságtudományi Karán vett részt posztgraduális képzésen, ahol mérnök-közgazdászi másoddiplomát szerzett. Emellett mérlegképes könyvelői képzésen vett részt, majd okleveles könyvvizsgálói és adószakértői tanulmányokat folytatott. 2003-ban adótanácsadói, majd 2004-ben EU adószakértői képesítést szerzett. 1996-ban doktorált A számviteli információs rendszer szerepe a vállalati működésben témában.

## Oktatói pályafutása
A Nehézipari Műszaki Egyetem számítóközpontjának igazgatóhelyettese volt. Egyetemi oktatói pályafutását 1992-ben kezdte, a Miskolci Egyetem vállalatgazdaságtani tanszékén, később docensi kinevezést kapott és a Gazdálkodástani Intézet üzleti vállalkozások tanszékének vezetője lett. 2001-ben kinevezték az intézet igazgatójává.
1998-ban PhD doktori fokozatot szerzett Gazdasági hatékonyság növelése az üzleti folyamatok korszerű elemzési és tervezési módszereinek felhasználásával címmel. A Miskolci Akadémiai Bizottság tagjává választották.

## Politikai pályafutása
Közéleti pályafutását a miskolci közéletben kezdte, az Összefogás Miskolcért Egyesületben, melynek alelnöke volt. 2003-ban, a Fidesz szervezeti átalakulása során lépett be a pártba. 2005-ben a párt országos alelnökévé választották, 2007-ben megerősítették posztján. Ugyanebben az évben a párt nőtagozatának elnöki pozícióját is elfoglalta.
A 2006-os országgyűlési választáson pártja Borsod-Abaúj-Zemplén megyei területi listájáról szerzett mandátumot. A Fidesz-frakció helyettes vezetőjévé választották.
2009-ben az Országgyűlés egyik alelnökévé választották, miután elődjét, Áder Jánost, az Európai Parlament képviselőjévé választották. Tisztségét 2010-ig, az új Országgyűlés megalakulásáig viselte. Ezen a választáson is a Borsod-Abaúj-Zemplén megyei területi listáról szerzett mandátumot. Az új országgyűlésben (az előzőhöz hasonlóan) az európai ügyek bizottsága tagja lett. Miután a hazatérő Schmitt Pál lemondott európai parlamenti mandátumáról, a Fidesz Pelcznét jelölte utódjául. Az Országgyűlésben Pelczné helyére Daher Pierre libanoni származású edelényi orvost jelölte a Fidesz.
2014. május 25-én a Fidesz listavezetőjeként ismét európai parlamenti képviselővé választották, július 1-jén az EP alelnöke lett.
2017. augusztus 31-től az Európai Számvevőszék magyar tagja lett, egyidejűleg az EP-képviselői és -alelnöki megbízatása megszűnt.
2023-ban az EP nem javasolta a számvevőszéki megbízatását újabb 6 évre meghosszabbítani.

## Díjak, kitüntetések
- A Magyar Tudományos Akadémia Miskolci Területi Bizottságának Fiatal kutatói díja (2000)
- Meszléri Zoltán-díj (2000)
- Kiváló oktató diploma (2005)
- A nőkért végzett tevékenység elismerése (2008)

## Családja
Férje a mérnök-közgazdász végzettségű Pelcz Gábor, aki 2016. évtől az Észak-magyarországi Közlekedési Központ vézérigazgatója volt. Három gyermekük van.

## Művei
- Pelczné Gáll Ildikó–Kathy Szilvia: Üzletszervezés; Booklands 2000, Békéscsaba, 2000
- Pelczné Gáll Ildikó–Szadai Ágnes: Üzleti tanácsadás alapjai; Bíbor, Miskolc, 2006